# Parque nacional de Ta Phraya
El Parque nacional de Ta Phraya  (en tailandés: อุทยานแห่งชาติตาพระยา) es un área protegida en el extremo oriental de la Cordillera de Sankamphaeng en la zona donde estas montañas se encuentran con la cordillera de Dangrek, cerca de la frontera entre Tailandia y Camboya. Se encuentra principalmente en el distrito de Ta Phraya, provincia de Sa Kaeo, distrito que le dio su nombre, aunque el parque también incluye sectores de los distritos Ban Kruat, Non Din Daeng y Lahan Sai de Buriram. El parque está situado al este del parque nacional de Pang Sida, siendo creado en 1996, el 82.º del país.